# Goldbachova hipoteza
Goldbachova hipoteza tvrdi da se svaki parni prirodni broj veći od 2 može na barem jedan način prikazati kao zbroj dvaju prostih brojeva. Postavio ju je njemački matematičar Christian Goldbach u pismu švicarskom matematičaru Leonhardu Euleru. Ova je hipoteza, unatoč mnogim naporima uloženim u njeno dokazivanje tijekom više od dva i pol stoljeća od njena postavljanja, jedan je od najpoznatijih do danas nedokazanih matematičkih problema.

## Primjeri
Za prvih nekoliko parnih prirodnih brojeva većih od 2 vrijedi:
4 = 2 + 2
6 = 3 + 3
8 = 3 + 5
10 = 7 + 3 = 5 + 5
12 = 7 + 5
14 = 3 + 11 = 7 + 7
Goldbachova hipoteza provjerena je za sve parne brojeve manje od 4 · 1018, no kako parnih brojeva ima beskonačno mnogo, nemoguće je takvom provjerom dokazati hipotezu. Međutim, postoje indicije zbog kojih se očekuje da je Goldbachova hipoteza točna.

## Porijeklo hipoteze
Njemački matematičar Christian Goldbach u pismu švicarskom matematičaru Leonhard Euleru postavio je hipotezu:
"Svaki cijeli broj veći od 2 je moguće napisati kao zbroj tri prosta broja."
On je 1 smatrao prostim brojem, pa kad bi tu tvrdnju modernizirali, dobili bi:
"Svaki cijeli broj veći od 5 je moguće napisati kao zbroj tri prosta broja."
Euler se zainteresirao za tu tvrdnju te je promijenio u:
"Svaki paran broj veći od 2 može se predstaviti kao zbroj dva prosta broja."
Euler je naglasio kako mu ova tvrdnja izgleda prilično jednostavno, no nije ju uspio dokazati.